# Arizona 1880
Arizona 1880 ist das erste Abenteuer des Cowboys Lucky Luke des Comiczeichners Morris, das am 14. November 1946 zum anstehenden Jahreswechsel im Spirou Almanach 1947 veröffentlicht wurde. Die deutsche Erstausgabe erschien 1958 beim Alfred Semrau Verlag.

## Inhalt
Eine Kutsche mit einer Ladung Gold wird von den zwei Banditen Big Belly und Pablo überfallen. Lucky Luke und sein Pferd Jolly Jumper befinden sich in der Nähe und kommen dem verletzten Kutscher und seinem Sohn zu Hilfe. Am Ort des Überfalls findet Lucky Luke ein Spornrädchen, mit dessen Hilfe er nach einem Kampf im Saloon mit Big Belly das Versteck der Banditen samt ihrem Boss Cheat ausfindig macht. Eine abenteuerliche Verfolgungsjagd zu Pferd und auf einem Güterzug später übergibt Lucky Luke schließlich alle drei Schurken dem Sheriff von Nugget-City und reitet mit einem Lied auf seiner Mundharmonika gen Sonnenuntergang.

## Hintergrund
Morris wurde hauptsächlich durch John Fords Western Ringo (englischer Originaltitel Stagecoach) aus dem Jahr 1939 und die Figur des Ringo Kid, verkörpert durch Hauptdarsteller John Wayne, zu Lucky Luke inspiriert. Laut Morris selbst gab es jedoch noch weitere Einflüsse: „In Lucky Luke gibt es einiges von Tom Mix aus der Stummfilmzeit, von John Wayne, etwas von James Stewart und von all diesen eher wortkargen Cowboys. Aber der Schauspieler, der mich am meisten beeinflusste, war sicherlich Gary Cooper, vor allem dadurch, dass er sehr wenig sprach und im Wesentlichen mit 'Yep' antwortete.“

## Besonderheiten
Alle Figuren sind auffallend rund gezeichnet, wie sie in den damaligen Zeichentrickfilmen von Walt Disney gängig waren. Morris bestätigte diese Orientierung später mit folgender Aussage: „Als ich Lucky Luke entworfen habe, dachte ich wohl noch sehr stark an den Zeichentrickfilm. Wenn Sie die ersten Seiten in Arizona betrachten, werden Sie feststellen, dass die Figuren sehr rund sind, etwa in dem Stil, wie man sie für den Trickfilm zeichnet. Vielleicht hatte ich schon damals eine Vorahnung, dass Lucky Luke eines Tages über die Bildschirme galoppieren würde.“ Eine Karikatur seines Zeichnerkollegen und Freundes André Franquin hat in Arizona 1880 im Saloon einen kurzen Gastauftritt als Gitarre spielenden Sänger, der den Mond besingt – und eine Bruchlandung später die Sterne.

## Rezeption
Signe Mellergaard Larsen schreibt in ihrer Rezension: „Charakteristisch für Luke ist sein zurückhaltendes, aber ironisches Wesen. Wenn er das Böse bekämpft, sucht er nie nach öffentlicher Anerkennung. Nach dem Sieg über die Gesetzesbrecher sieht man ihn in die Abendsonne reiten, dabei spielt er entweder Mundharmonika oder er singt I'm a poor lonesome cowboy. Wie in den typischen Wild-West-Filmen ist Luke da schon wieder unterwegs zu neuen Abenteuern, auf der ewigen Suche nach Gerechtigkeit.“
Die Zahl der verkauften Lucky-Luke-Alben in Deutschland liegt bei 30 Millionen, weltweit sind es von den in 33 Sprachen übersetzten Abenteuern rund 300 Millionen (Stand 14. November 2021).

## Ausgaben
Arizona 1880 erschien ursprünglich als 20-seitiger Comic in der Sonderpublikation Spirou Almanach 1947. Das Abenteuer wurde 1951 im dritten Lucky-Luke-Album des Dupuis-Verlags unter dem Titel Arizona nachgedruckt und ist anlässlich des 75-Jahr-Jubiläums von Lucky Luke im 100. Lucky-Luke-Band von Egmont mit dem Titel Die Ursprünge – Western von gestern enthalten.

## Referenzen
Arizona 1880 wird in dem literarischen Nachschlagewerk 1001 Kinder- und Jugendbücher – Lies uns, bevor Du erwachsen bist! für die Altersstufe 8–12 Jahre empfohlen.